# بایکسو لونگا
بایکسو لونگا (به لاتین: Baixo Longa) یک منطقهٔ مسکونی در آنگولا است که در استان کواندو کوبانگو واقع شده‌است.